# Belloy-Saint-Léonard
Belloy-Saint-Léonard (picardisch Belloy-Saint-Lèyonârd) ist eine französische Gemeinde mit 84 Einwohnern (Stand 1. Januar 2022) im Département Somme in der Region Hauts-de-France.

## Geografie
Die Gemeinde liegt etwa 25 Kilometer westlich von Amiens.
Nachbargemeinden sind (von Norden im Uhrzeigersinn) Métigny, Warlus, Avelesges, Avesnes-Chaussoy, Hornoy-le-Bourg, Dromesnil und Étréjust.

## Einwohner
| 1962 | 1968 | 1975 | 1982 | 1990 | 1999 | 2006 | 2011 |
| ---- | ---- | ---- | ---- | ---- | ---- | ---- | ---- |
| 134  | 103  | 113  | 107  | 97   | 102  | 91   | 88   |

## Sehenswürdigkeiten
- Kirche Saint-Léonard
- Friedhofskapelle Saint-Joseph
- Schloss

## Persönlichkeiten
- Jacques-Philippe Leclerc de Hauteclocque (1902–1947), französischer Generalmajor, wurde hier geboren.